# Alpine A524
El Alpine A524 fue un monoplaza de Fórmula 1, construido por la escudería francesa Alpine F1 Team para competir en el Campeonato Mundial de Fórmula 1 de 2024. Fue conducido inicialmente por Pierre Gasly y Esteban Ocon. El probador del equipo, Jack Doohan, sustituyó a Ocon en la última carrera, Abu Dabi.
El monoplaza se presentó el 7 de febrero de 2024 junto con el A424 LMDh, que participa en el Campeonato Mundial de Resistencia.
De rendimiento pobre a inicios de la temporada, los resultados fueron mejorando con el paso de las carreras. Los primeros puntos obtenidos sucedieron en el GP de Miami, la séptima carrera. Antes del São Paulo, la competencia 21 de 24, Alpine se ubicada noveno en el Campeonato de Constructores. En dicha carrera, un doble podio los ascendió al sexto puesto, el cual lograron conservar gracias a otros buenos resultados en las últimas carreras, venciendo a Haas.

## Resultados

### Fórmula 1
(Clave) (negrita indica pole position) (cursiva indica vuelta rápida)

| Año     | Motor                        | Neu. | N.º | Pilotos      | 1   | 2   | 3   | 4   | 5   | 6   | 7   | 8   | 9   | 10  | 11  | 12  | 13  | 14  | 15  | 16  | 17  | 18  | 19  | 20  | 21  | 22  | 23  | 24  | Puntos | Pos. |
| ------- | ---------------------------- | ---- | --- | ------------ | --- | --- | --- | --- | --- | --- | --- | --- | --- | --- | --- | --- | --- | --- | --- | --- | --- | --- | --- | --- | --- | --- | --- | --- | ------ | ---- |
| 2024    | Renault E-Tech RE24 V6 Turbo | P    |     |              | BHR | ARA | AUS | JPN | CHN | MIA | EMI | MON | CAN | ESP | AUT | GBR | HUN | BEL | NED | ITA | AZE | SIN | USA | MEX | SÃO | LVG | QAT | ABU | 65     | 6.º  |
| 2024    | Renault E-Tech RE24 V6 Turbo | P    | 10  | Pierre Gasly | 18  | Ret | 13  | 16  | 13  | 12  | 16  | 10  | 9   | 9   | 10  | DNS | Ret | 13  | 9   | 15  | 12  | 17  | 12  | 10  | 37  | Ret | 5   | 7   | 65     | 6.º  |
| 2024    | Renault E-Tech RE24 V6 Turbo | P    | 31  | Esteban Ocon | 17  | 13  | 16  | 15  | 11  | 10  | 14  | Ret | 10  | 10  | 12  | 16  | 19  | 9   | 15  | 14  | 15  | 13  | 18  | 13  | 2   | 17  | Ret |     | 65     | 6.º  |
| 2024    | Renault E-Tech RE24 V6 Turbo | P    | 61  | Jack Doohan  |     |     |     |     |     |     |     |     |     |     |     |     |     |     |     |     |     |     |     |     |     |     |     | 15  | 65     | 6.º  |
| Fuente: |                              |      |     |              |     |     |     |     |     |     |     |     |     |     |     |     |     |     |     |     |     |     |     |     |     |     |     |     |        |      |